# Kickxia elatine
Il cencio minore (Kickxia elatine (L.) Dumort., 1827) è una pianta appartenente alla famiglia delle Plantaginacee.

## Etimologia
Il nome generico (Kickxia) è stato dato in ricordo del botanico e crittogamico belga Jean Kickx (1775-1831), autore di una "Flora Bruxellensis" (1812). L'epiteto specifico (elatine) derivato da elatinoj o elatinos è un antico nome greco per alcune piante usato da Dioscoride (Anazarbe, 40 circa – 90 circa), medico, botanico e farmacista greco antico che esercitò a Roma ai tempi dell'imperatore Nerone e Gaio Plinio Secondo (Como, 23 – Stabiae, 25 agosto 79]) che è stato uno scrittore, ammiraglio e naturalista romano, forse per la pianta Linaria spuria (L.) Mill. (sinonimo di Kickxia spuria (L.) Dumort.).
Il nome scientifico della specie è stato definito inizialmente da Linneo (1707 – 1778), con la denominazione basionomica Antirrhinum elatine, perfezionato successivamente nella denominazione attuale dal botanico, naturalista e politico belga Barthélemy Charles Joseph Dumortier (Tournai, 3 aprile 1797 – 9 giugno 1878) nella pubblicazione "Florula Belgica" del 1827.

## Descrizione

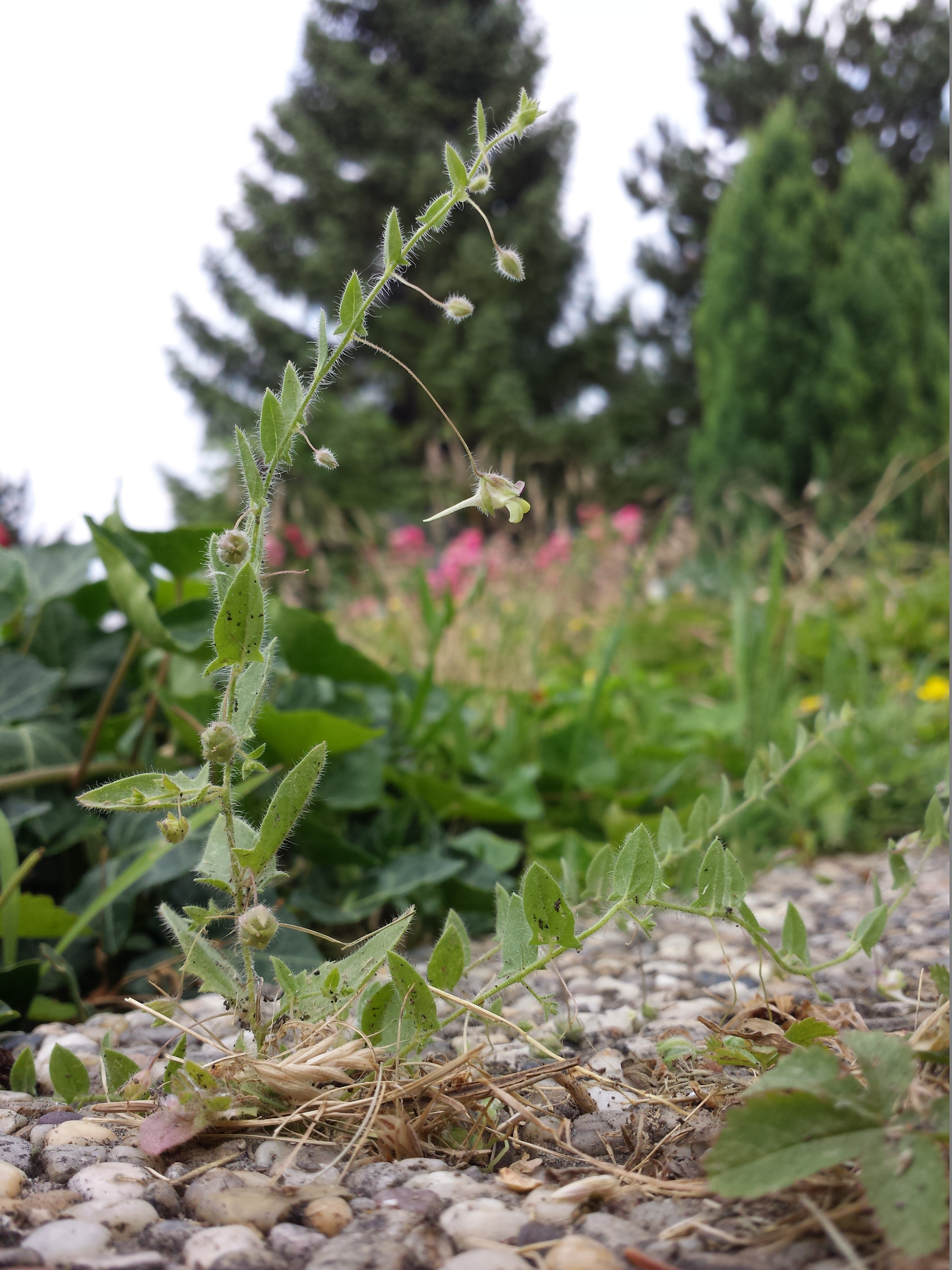
Il portamento

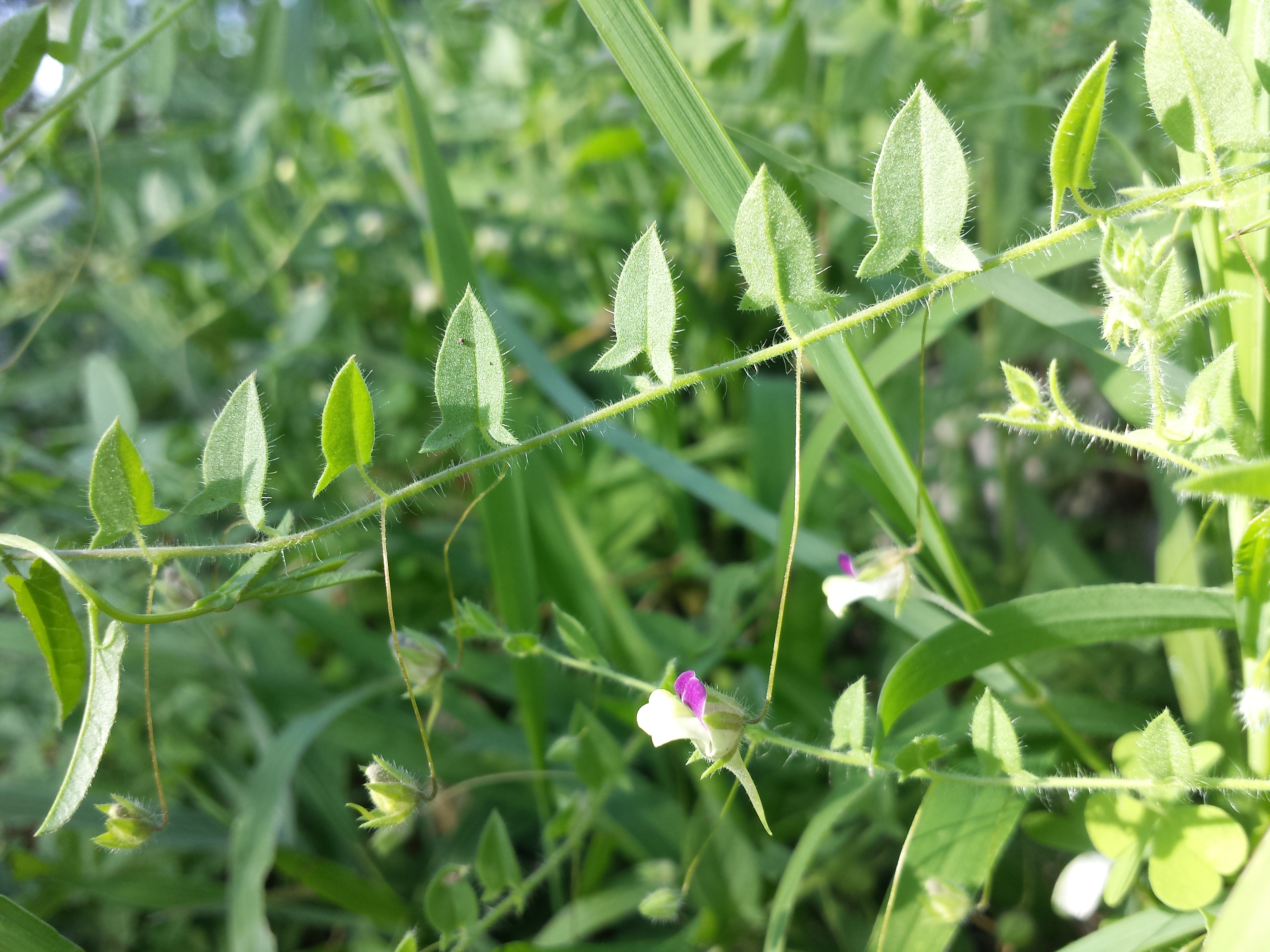
Le foglie

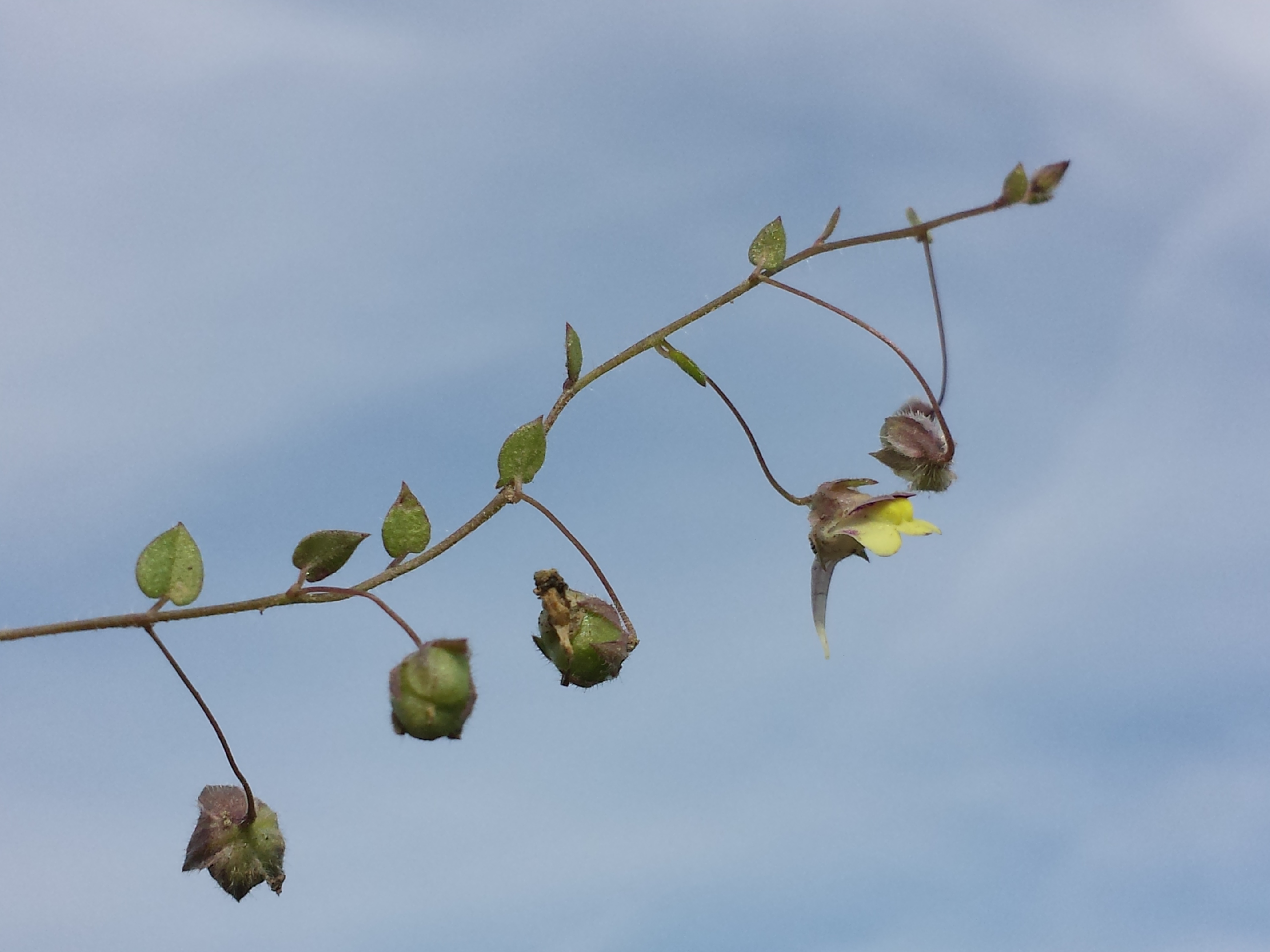
Infiorescenza

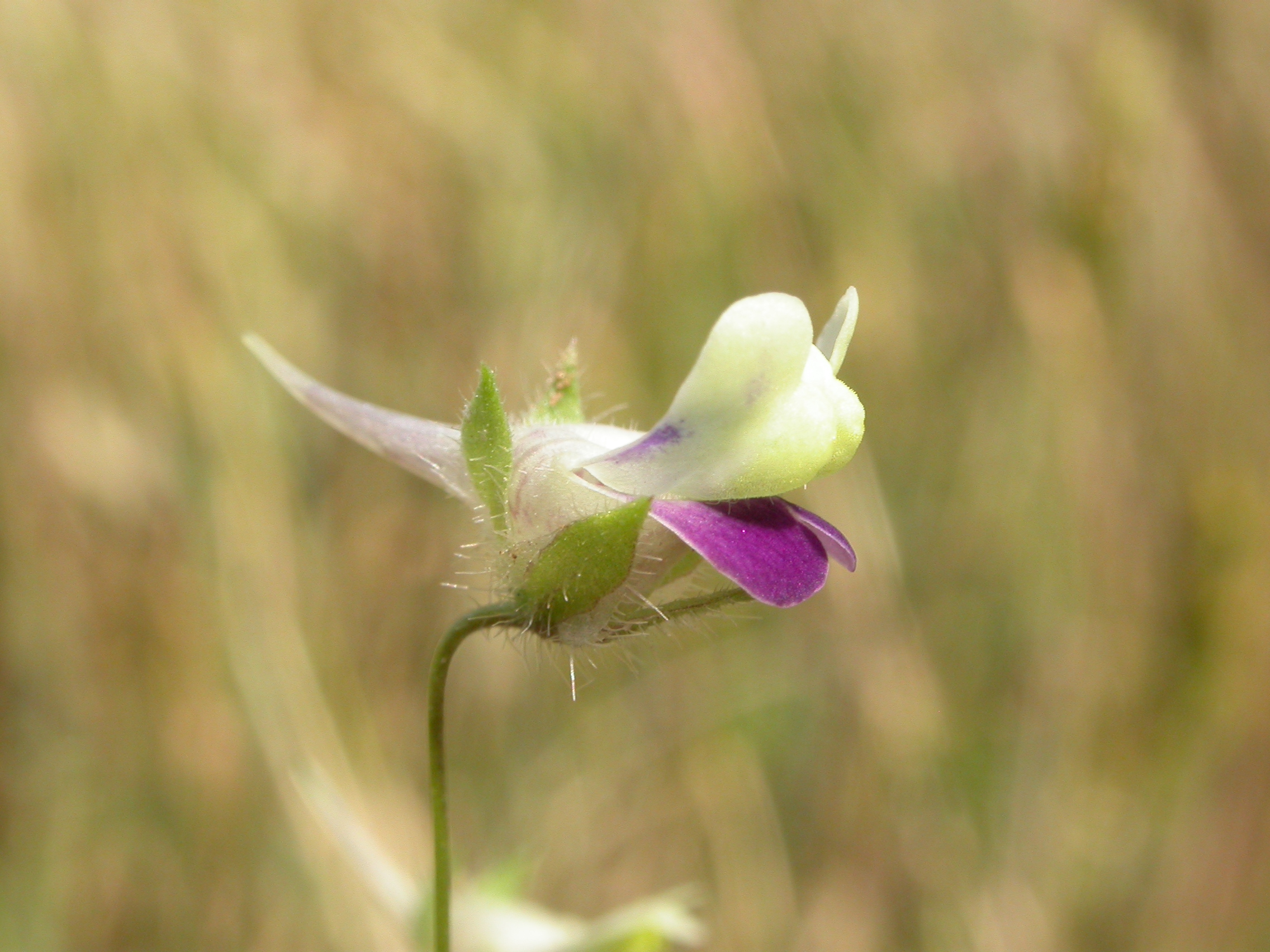
I fiori

Queste piante arrivano ad una altezza di 1 - 3 dm (massimo 40 cm). La forma biologica è terofita scaposa (T scap), ossia in generale sono piante erbacee che differiscono dalle altre forme biologiche poiché, essendo annuali, superano la stagione avversa sotto forma di seme e sono munite di asse fiorale eretto e spesso privo di foglie.

### Radici
Le radici sono del tipo a fittone.

### Fusto
La parte aerea del fusto è prostrata-ascendente. La superficie è ricoperta con peli patenti lunghi 1 mm o più.

### Foglie
Le foglie, picciolate, lungo il fusto sono disposte in modo alterno. La lamina ha una forma ovata con apice arrotondato, bordi grossolanamente dentati e base astata (o al minimo con due appendici divergenti). Lunghezza del picciolo: 1 – 4 mm. Dimensione delle foglie: larghezza 13 – 22 mm; lunghezza 18 – 26 mm. 

### Infiorescenza
Le infiorescenze sono formate da fiori peduncolati e solitari all'ascella delle foglie superiori. Lunghezza del peduncolo: 6 – 30 mm.

### Fiore
I fiori sono ermafroditi, zigomorfi e tetraciclici (ossia formati da 4 verticilli: calice– corolla – androceo – gineceo) e tetrameri (i verticilli del perianzio hanno 4 elementi). Dimensione del fiore: da 7 a 10 mm.
- Formula fiorale:

X o * K (4-5), [C (4) o (2+3), A 2+2 o 2], G (2), capsula.
- Il calice, tuboloso-campanulato, più o meno attinomorfo e gamosepalo, è formato da cinque lacinie con forme lanceolate. Dimensione delle lacinie: larghezza 1,5 mm; lunghezza 3 – 4 mm. Il calice è accrescente fino a 5 mm.
- La corolla, gamopetala e tubolare è del tipo bilabiato, ed è completamente chiusa da un rigonfiamento del labbro superiore (corolla personata). Inoltre uno sperone (o un sacco) diritto è presente all'altezza delle fauci della gola della corolla in posizione abassiale. Il colore della corolla è giallastro con il labbro superiore violetto.
- L'androceo è formato da 4 stami didinami tutti fertili. I filamenti sono adnati alla base della corolla e sono inclusi o poco sporgenti. Le antere sono formate da due teche distinte e divaricate e formano una struttura simile ad un anello. La deiscenza è longitudinale attraverso due fessure. I granuli pollinici sono tricolpoporati. Il nettare si trova nello sperone e può essere raggiunto solamente dagli insetti che riescono a entrare nelle fauci chiuse dal rigonfiamento del labbro superiore.[11]
- Il gineceo è bicarpellare (sincarpico - formato dall'unione di due carpelli connati). L'ovario è supero con placentazione assile e forma da ovoidi a subglobose. Gli ovuli per loculo sono numerosi, hanno un solo tegumento e sono tenuinucellati (con la nocella, stadio primordiale dell'ovulo, ridotta a poche cellule).[12]. Lo stilo ha uno stigma da capitato a fortemente bilobo.
- Fioritura: da maggio a ottobre.

### Frutti
Il frutto è una capsula avvolta dal calice accrescente. Dimensioni della capsula 4 - 4,5 mm. I semi, numerosi con forme da reniformi a ellissoidi, hanno una superficie ricoperta da una rete di creste, delimitanti aree alveolate. Al momento della maturazione i semi fuoriescono da due fori (opercoli) che si aprono nella parte superiore del frutto (capsula porocida).

## Biologia
Queste piante si riproducono per impollinazione tramite insetti quali imenotteri, lepidotteri o ditteri (impollinazione entomogama) ovvero tramite il vento (impollinazione anemogama)..
La dispersione dei semi avviene inizialmente a causa del vento (dispersione anemocora); una volta caduti a terra sono dispersi soprattutto da insetti tipo formiche (mirmecoria).

## Distribuzione e habitat

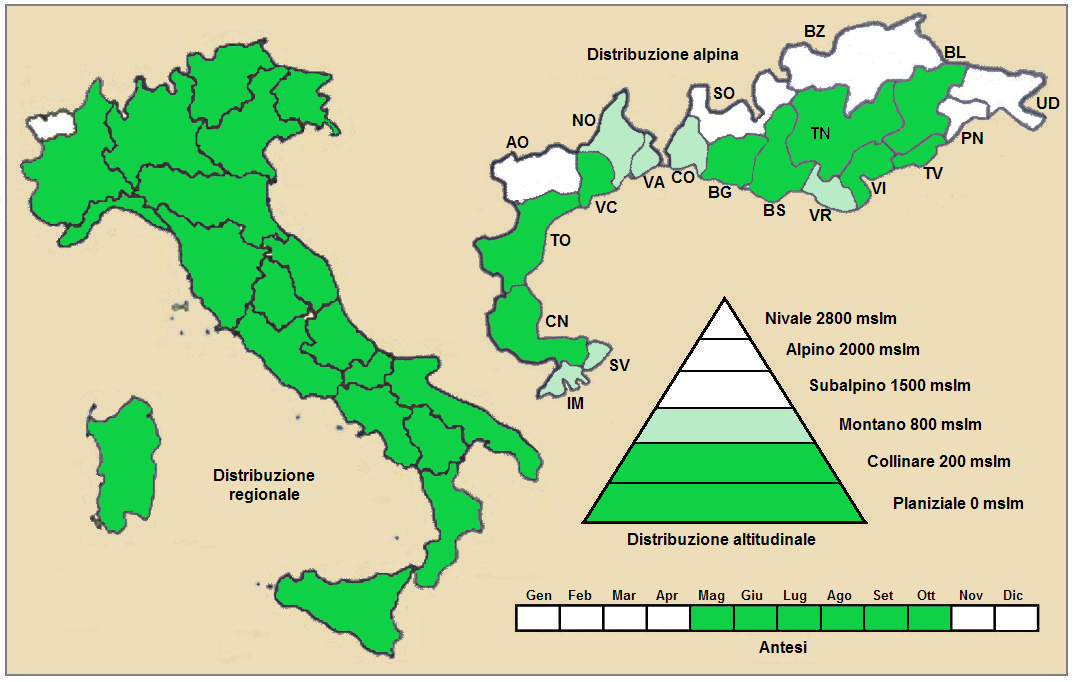
Distribuzione della pianta
(Distribuzione regionale – Distribuzione alpina)

- Geoelemento: il tipo corologico (area di origine) è Euri-Mediterraneo oppure Ovest-Europeo
- Distribuzione: in Italia è presente ovunque (comune sulla Penisola e nelle Isole), rara al Nord. Nelle Alpi ha una presenza discontinua. Fuori dall'Italia, sempre nelle Alpi, questa specie si trova in Francia (dipartimenti di Hautes-Alpes, Drôme, Savoia e Alta Savoia), in Svizzera (cantoni Berna, Vallese e Ticino), in Austria (Länder del Austria Inferiore) e in Slovenia. Sugli altri rilievi europei collegati alle Alpi si trova nella Foresta Nera, Vosgi, Massiccio del Giura, Massiccio Centrale, Pirenei, Alpi Dinariche, Monti Balcani e Carpazi.[15] Nell'areale europeo e del Mediterraneo la specie Kickxia elatine si trova dalla Spagna alla Grecia e dalla Gran Bretagna alla Sicilia; è presente anche nell'Anatolia, Israele, Egitto e Tunisia.[16]
- Habitat: l'habitat tipico di questa pianta sono le colture (è considera una malerba), vigne e incolti aridi. Il substrato preferito è calcareo ma anche siliceo con pH neutro, medi valori nutrizionali del terreno che deve essere secco.[15]
- Distribuzione altitudinale: sui rilievi queste piante si possono trovare fino a 1.100 m s.l.m.; frequentano quindi i seguenti piani vegetazionali: collinare e in parte quello montano (oltre a quello planiziale – a livello del mare).

### Fitosociologia
Dal punto di vista fitosociologico alpino Kickxia elatine appartiene alla seguente comunità vegetale:
- Formazione: delle comunità terofiche pioniere nitrofile

- Classe: Stellarietea mediae

- Ordine: Papaveretalia rhoeadis

- Alleanza: Caucalidion lappulae

## Tassonomia
La famiglia Plantaginaceae comprende 12 tribù, 105 generi e oltre 1 800 specie. Il genere Kickxia appartiene alla tribù Antirrhineae.
La specie Kickxia elatine fino a poco tempo fa era circoscritta nella famiglia Veronicaceae o Scrophulariaceae a seconda dei vari Autori. L'attuale posizione tassonomica è stata realizzata con i nuovi sistemi di classificazione filogenetica (classificazione APG).
Il basionimo per questa specie è: Antirrhinum elatine L., 1753.
Il numero cromosomico di K. elatine è: 2n = 36.

### Sottospecie
Per questa specie sono riconosciute due sottospecie:
- Kickxia elatine subsp. elatine
- Kickxia elatine subsp. sieberi (Rchb.) Hayek

### Sinonimi
Questa entità ha avuto nel tempo diverse nomenclature:
- Anarrhinum elatum Kuntze
- Antirrhinum auriculatum Lam.
- Antirrhinum cymbalaria Gueldenst. ex Ledeb.
- Antirrhinum elatine L.
- Antirrhinum elatiniflorum Wahlenb.
- Cymbalaria commuta Schur
- Cymbalaria elatine (L.) P.Gaertn., B.Mey. & Scherb.
- Elatine hastata Moench
- Elatinoides elatine (L.) Kuntze
- Kickxia bombycina (Boiss. & Blanche) Rech.f.
- Kickxia lasiopoda Fritsch
- Linaria bombycina Boiss. & Blanche
- Linaria crenifolia Lange
- Linaria elatine (L.) Mill.
- Linaria elatinoides Schur
- Linaria lasiopoda Freyn
- Linaria prestandreae Tineo
- Simbuleta elata Kuntze
- Tursitis elatine (L.) Raf.
- Tursitis filifera Raf.

## Altre notizie
Il cencio minore in altre lingue è chiamato nei seguenti modi:
- (DE)  Spießblättriges Schlangenmaul
- (FR)  Kickxia élatine
- (EN)  Sharp-leaved Fluellen